# Clément Jodoin
Clément Jodoin (* 10. Januar 1952 in Saint-Hyacinthe, Québec) ist ein ehemaliger kanadischer Eishockeyspieler und derzeitiger -trainer. Zuletzt war er bis März 2024 Assistenztrainer der Kölner Haie  aus der Deutschen Eishockey Liga.

## Karriere

### Als Spieler
Jodoin begann seine Karriere in der Ligue de hockey junior majeur du Québec bei den National de Rosemont im Jahr 1969. Dort verblieb er bis zum Ende der Saison 1970/71. In der Saison 1972/73 spielte er in der CIAU für die Loyola College, in der Spielzeit 1973/74 für die Concordia University.

### Als Trainer
Ab 1980 war Jodoin als Assistenz- oder Cheftrainer bei diversen NHL- und Junioren-Teams aktiv, am längsten bei den Canadiens de Montréal (von 1997 bis 2003 und von 2012 bis 2017). Seine Trainerlaufbahn begann er als Cheftrainer bei der Montréal-Concordia für die Saison 1987/88. 2006 bekam Jodoin als „Persönlichkeit des Jahres“ die Trophée Paul Dumont verliehen. Für seine Erfolge als Cheftrainer erhielt er 1997 (Halifax Mooseheads) und 2007 (Lewiston MAINEiacs) die Trophée Ron Lapointe. Im Mai 2018 übernahm der bisherige Co-Trainer Clément Jodoin die Aufgabe des Cheftrainers bei den Eisbären Berlin, nachdem Uwe Krupp den Verein verlassen hatte. Am 19. Dezember 2018 wurde er von seinen Aufgaben entbunden und durch Stéphane Richer ersetzt. Am 21. Januar 2019 übernahm Jodoin die Aufgabe eines Co-Trainers bei EHC Red Bull München.
Am 4. Juni 2021 übernahm Jodoin den Posten eines Assistenztrainers bei den Kölner Haien. Diesen besetzte er bis zu seiner Entlassung im März 2024.